# Alar del Rey
Pour les articles homonymes, voir Alar.
Alar del Rey est une commune espagnole de la province de Palencia, dans la communauté autonome de Castille-et-León.